# Руднянська публічно-шкільна бібліотека
Руднянська сільська бібліотека розпочала своє існування ще в 50- тих роках в селі Рудня в сільському будинку, коли після Другої світової війни діяли лише хати - читальні. Літератури на той час було дуже мало, а бажаючих прочитати книг було багато.
1970 році бібліотеку було перенесено і приміщення сільського клубу.
У 2002 році здійснено нову реорганізацію бібліотечного обслуговування населення шляхом об’єднання сільських і шкільних бібліотек у публічно-шкільну. З березня 2003 року в бібліотеці запроваджено платні послуги. Їх використовували для поповнення матеріальної бази, та закупівлі книжок.
Бібліотека - інформаційний культурно-просвітницький заклад територіальної громади села.
На даний час публічно-шкільна бібліотека налічує 474 користувачів з них 441 — дорослих, 33 — дитини. Видано літератури користувачам 9545 книг, відвідування 3895 читачів. Книжковий фонд на 1 січня 2017 року становить 4616 книг, книго забезпеченість на одного читача 9,7.
Загальна площа бібліотеки 65 м2, займає дві кімнати.
В 2011 році публічно-шкільну бібліотеку було перенесено з сільського клубу до приміщення школи  за адресою: с.Рудня, вул.Шевченка,42.
Розвитку бібліотечної справи в с.Рудня ми завдячуємо таким працівникам:
1963 - 1974 Бахомент Марія Семенівна
1974-1981 Янковська Марія Павлівна
1981 -2001 Пицюр Галина Василівна
2001 - 2006 Пицюр Людмила Степанівна
2006 – 2019 Янковська Галина Кіндратівна